# Niedermodern
Niedermodern ist eine französische Gemeinde mit 893 Einwohnern (Stand 1. Januar 2021) im Département Bas-Rhin in der Europäischen Gebietskörperschaft Elsass und in der Region Grand Est.

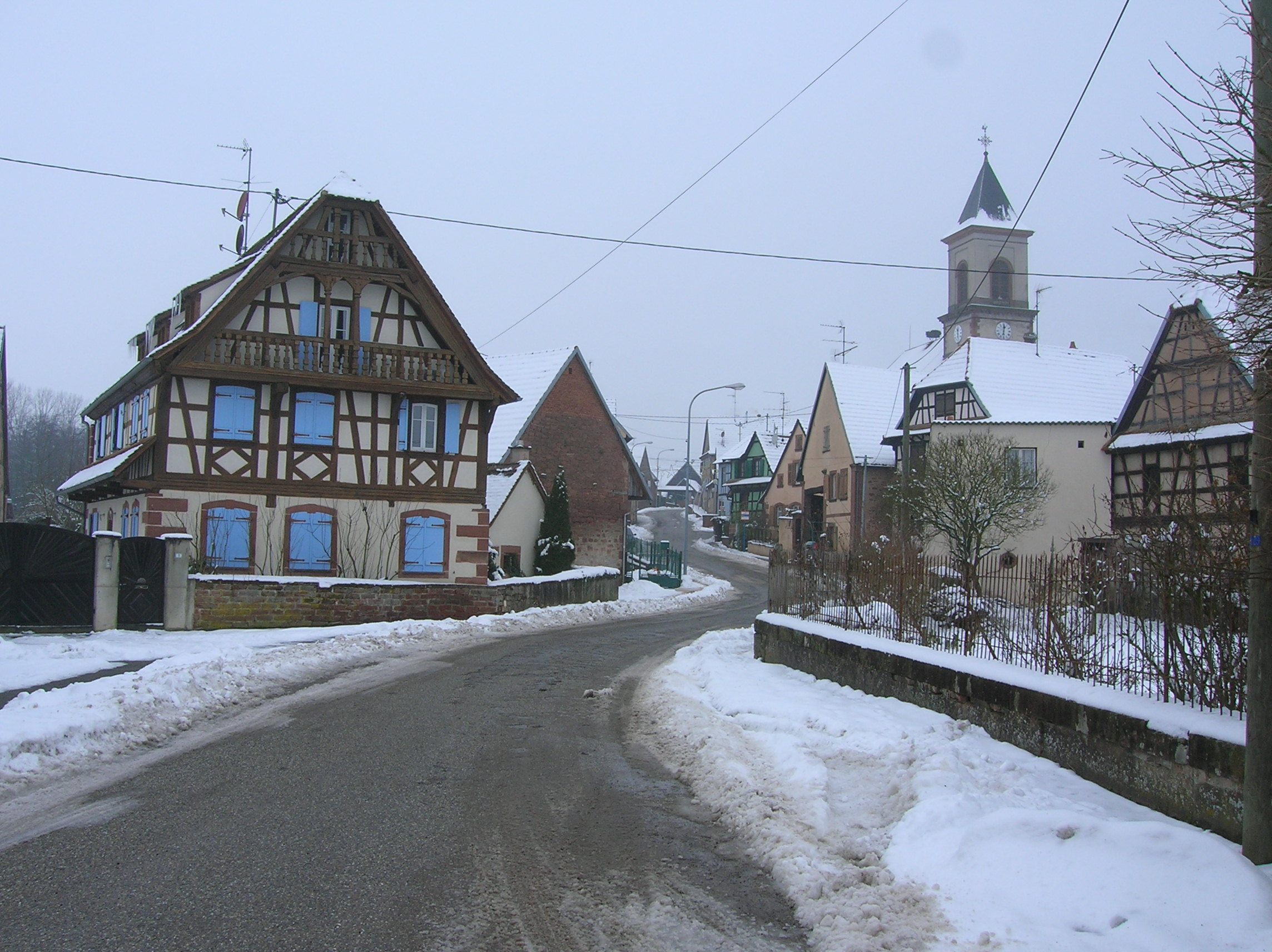
Hauptstraße mit Kirche

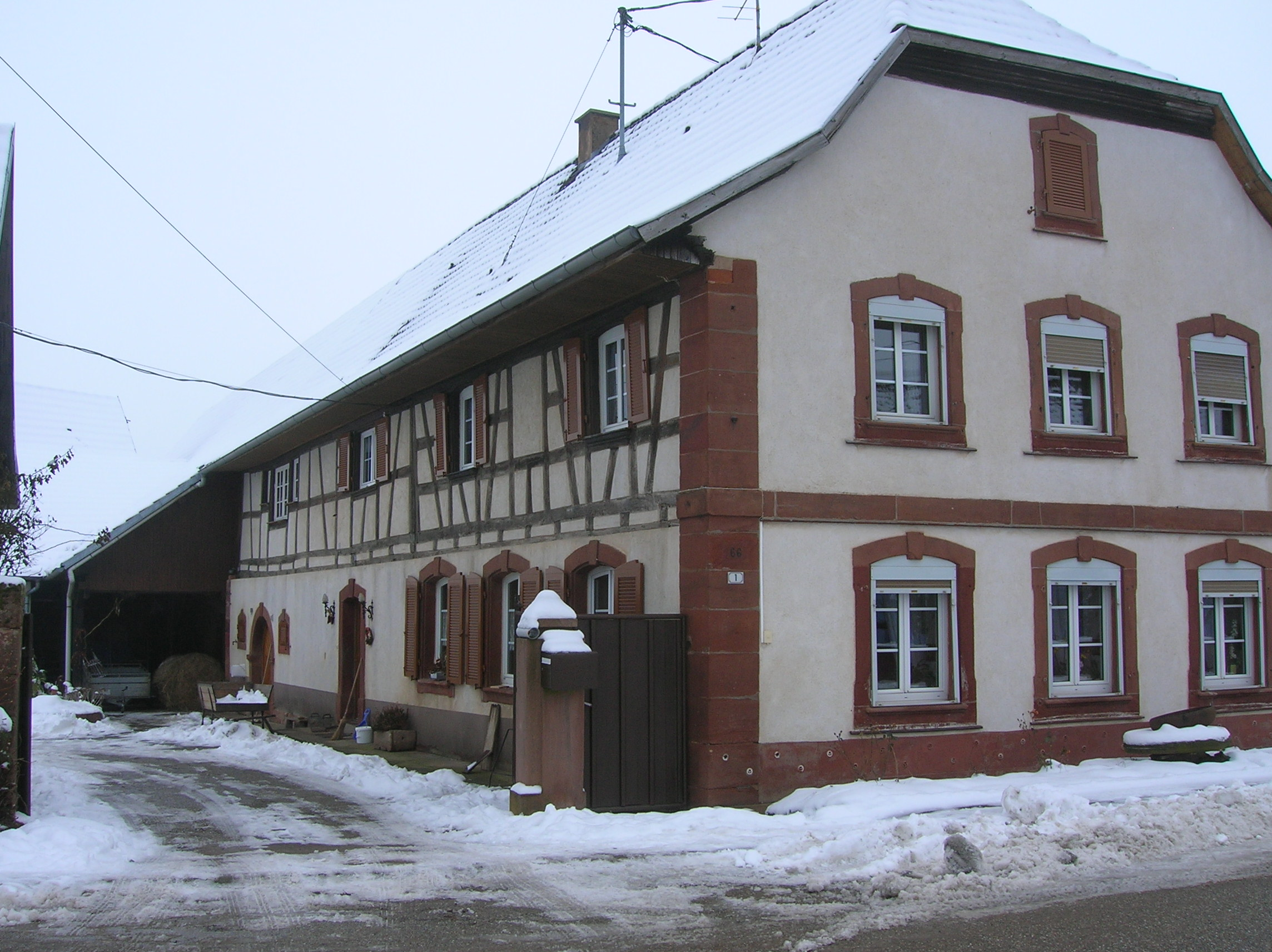
Fachwerkhaus

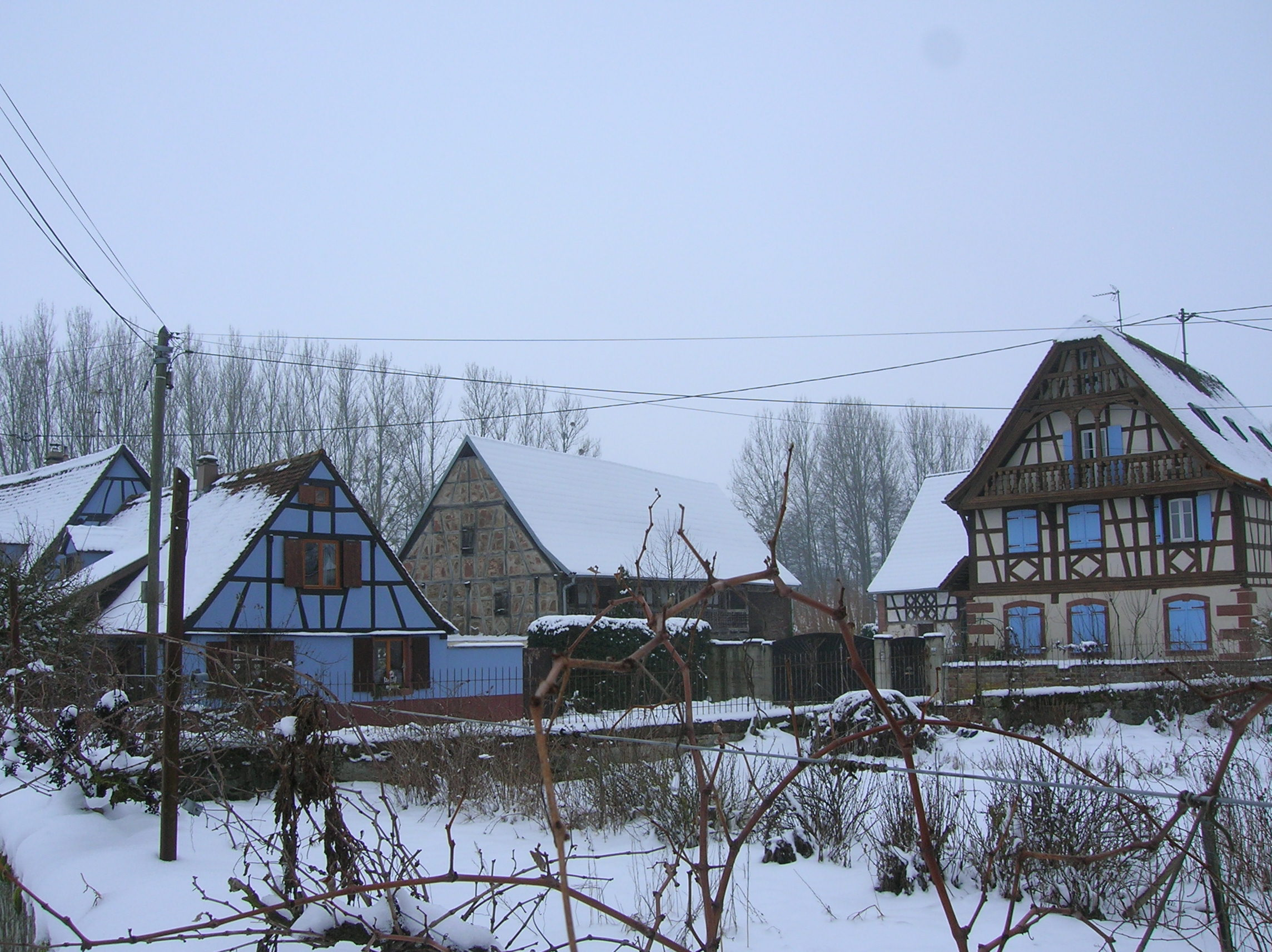
Fachwerkhäuser

## Geografie
Niedermodern liegt an der Moder unmittelbar östlich von Pfaffenhoffen.

## Geschichte

### Mittelalter
Im 13. Jahrhundert war das Dorf Niedermodern kurzfristig ein Kondominat zwischen den Herren von Ochsenstein und den Herren von Lichtenberg. Das Dorf gehörte dann seit dem 13. Jahrhundert, vielleicht aber auch erst 1453 insgesamt zur Herrschaft Lichtenberg. Niedermodern bildete zugleich eine eigene Büttelei. Eine „Büttelei“ war die Untergliederung eines Amtes. 1335 wurde eine Landesteilung zwischen der mittleren und der jüngeren Linie des Hauses Lichtenberg durchgeführt. Niedermodern fiel dabei an Ludwig III. von Lichtenberg, der die jüngere Linie des Hauses begründete. Dies war Anlass für eine neue interne Organisation der Herrschaft Lichtenberg: Aus den Ämtern Ingweiler und Buchsweiler wurde unter anderem das Amt Pfaffenhofen ausgegliedert und verselbständigt, zu dem auch Niedermodern gehörte.
Anna von Lichtenberg (* 1442; † 1474), eine der beiden Erbtöchter Ludwigs V. von Lichtenberg (* 1417; † 1474) heiratete 1458 den Grafen Philipp I. den Älteren von Hanau-Babenhausen (* 1417; † 1480), der eine kleine Sekundogenitur aus dem Bestand der Grafschaft Hanau erhalten hatte, um heiraten zu können. Durch die Heirat entstand die Grafschaft Hanau-Lichtenberg. Nach dem Tod des letzten Lichtenbergers, Jakob von Lichtenberg, eines Onkels von Anna, erhielt Philipp I. d. Ä. 1480 die Hälfte der Herrschaft Lichtenberg. Zu dieser Hälfte gehörte auch das Amt Pfaffenhofen mit Niedermodern.

### Neuzeit
Graf Philipp IV. von Hanau-Lichtenberg (1514–1590) führte nach seinem Regierungsantritt 1538 die Reformation in seiner Grafschaft konsequent durch, die nun lutherisch wurde.
Durch die Reunionspolitik Frankreichs fielen 1680 erhebliche der im Elsass gelegenen Teile der Grafschaft Hanau-Lichtenberg unter die Oberhoheit Frankreichs. Dazu zählte auch das Amt Pfaffenhofen.
1736 starb mit Graf Johann Reinhard III. der letzte männliche Vertreter des Hauses Hanau. Aufgrund der Ehe seiner einzigen Tochter, Charlotte (* 1700; † 1726), mit dem Erbprinzen Ludwig (VIII.) (* 1691; † 1768) von Hessen-Darmstadt fiel die Grafschaft Hanau-Lichtenberg nach dort. Im Zuge der Französischen Revolution fiel dann der linksrheinische Teil der Grafschaft Hanau-Lichtenberg – und damit auch das Amt Pfaffenhofen und Niedermodern – an Frankreich.
Am 1. Januar 2015 wechselte Niedermodern vom Arrondissement Saverne zum Arrondissement Haguenau-Wissembourg.

### Bevölkerungsentwicklung
| 1798 | 1962 | 1968 | 1975 | 1982 | 1990 | 1999 | 2004 | 2017 |
| ---- | ---- | ---- | ---- | ---- | ---- | ---- | ---- | ---- |
| 291  | 507  | 523  | 622  | 626  | 573  | 691  | 724  | 913  |